# محمد خميستي
محمد خميستي (11 أغسطس 1930 مغنية ولاية تلمسان الجزائر- 4 مايو 1963 الجزائر العاصمة) سياسي وديبلوماسي جزائري، أول وزير الخارجية للجزائر المستقلة، وكان سنه لم يتجاوز 33 عاما وبعد مرور عشرة أشهر من استقلال الجزائر، وستة أشهر من تنصيبه قتل وما زالت حقيقة اغتياله لغزاً مُحيّراً.

## نشأته
ولد محمد خميستي في 11 أوت 1930 بمغنية ولاية تلمسان، كان الأصغر في عائلته المكونة من خمسة ذكور وبنتين.
وبعد اجتياز امتحان البكالوريا بنجاح، اختار كلية الطب بمونبوليي (فرنسا) التي التحق بها في الموسم الجامعي 52 / 53 على الأرجح.
ويفهم من شهادة

## رائد الحركة الطلابية
كان اتصال واضح بممثلي جبهة التحرير الوطني، كان ذلك في ربيع 1955 (على الأرجح)، عندما بدأت اتحادية الجبهة تهيكلت قواعدها بفرنسا، بالتزامن مع انطلاق عملية تنظيم الحركة الطلابية في إطار «الاتحاد العام للطلبة المسلمين الجزائريين».
وكانت «جمعية الطلبة المسلمين المغاربة» قد وجهت من الجزائر، في 27 فبراير من نفس السنة، نداءً في هذا الاتجاه، ما لبث أن لقي تجاوبا وسط الطلبة الجزائريين بفرنسا الذين بادروا بعقد ندوة تحضيرية بباريس في 4 أبريل الموالي.
شارك محمد خميستي مع رفاقه في جامعة مونبوليي مشاركة فعالة في التحضير لهذه الندوة، وكان من المتحمّسين لحرف «الميم» الذي فرض نفسه بفضل مساندة أغلبية الطلبة الجزائريين، علما أن صفة «المسلم» كانت أهم ما يميز الجزائري آنذاك، بعد أن حرمه نظام الاحتلال من حق الانتساب إلى وطنه الجزائر.
وبعد تأسيس الاتحاد في يوليو 1955، سارع خميستي ورفاقه بتأسيس فرعه بجامعتهم، وتولى رئاسته بعد أن حظي بالتزكية كمرشح وحيد.
وفور تأسيس الفرع شرع ورفاقه في الدعوة لجبهة التحرير الوطني وسط اليسار الفرنسي خاصة، وللحل السلمي للنزاع القائم منذ فاتح نوفمبر بالتفاوض معها. وبعد أن شارك الفرع في إضراب 20 يناير 1956 عن الدراسة وعن الأكل احتجاجا على حملات القمع الاستعماري، بادر بتنظيم محاضرة متبوعة بنقاش مفتوح حول المسألة الجزائرية في بورصة العمل بمونبوليي. وقد تحرك الطلبة المتطرفون من اليمين الفرنسي لمنع هذه المحاضرة، بقيادة جان مارك موسرون الرئيس الشرفي للاتحاد الوطني للطلبة الفرنسيين. وقد رد الفرع على هذا الاستفزاز بما يستحق، مستعينا في ذلك بطلاب المغرب العربي وزملائهم من المستعمرات الفرنسية عامة.
وكان لخميستي شرف رئاسة المؤتمر الثاني للاتحاد العام المنعقد بباريس ما بين 24 و30 مارس من نفس السنة، حيث انتخب أمينا عاما إلى جانب الرئيس الجديد مولود بلهوان الذي خلف أحمد طالب الإبراهيمي. وكان المؤتمر منعطفا حاسما في مسار الحركة الطلابية، بعد أن أعلن في لائحته العامة عن تعلقه باستقلال الجزائر، ودعوته إلى الإفراج عن جميع السجناء الوطنيين، وإلى التفاوض مع جبهة التحرير الوطني كممثل شرعي وحيد للشعب الجزائري.
وفي كلمة ختامية أكد رئيس المؤتمر على أولوية المسألة السياسية بقوله: «كيف يمكننا أن ندرس إذا كنا نجر قيود العبودية الاستعمارية؟»، مضيفا: «أن الطلبة المسلمين الجزائريين المستأصلين عن أرومتهم بعد أن تعرضت شخصيتهم للتشويه، والمنفيين عن لغتهم وماضيهم، يطالبون أولا بحقهم في أن يكونوا كما هم، كما يطالبون بدراسة لغتهم والعودة إلى أصولهم الثقافية»، ليختم قائلا: «إن قضيتنا قبل أي شيء آخر هي قضية الحرية والسيادة التي تتحكم في كل ما عداها».
هذا الخطاب شكل تمهيدا واضحا لإضراب 19 مايو الموالي الذي لعب فيه خميستي، من موقعه في الأمانة العامة للاتحاد وفي فرع مونبوليي، دورا رائدا. ويقول مسعود جناس في هذا الصدد، إن خميستي توجه - بعد تحرك فرع الجزائر العاصمة - إلى باريس، حيث شارك في اجتماع اللجنة المديرة التي قررت، بأغلبية ساحقة، تعميم الأحزاب بالجامعات الفرنسية وغيرها.. وعاد إلينا بموقف حازم: لا مجال للتراجع عن قرار الإضراب غير المحدود، ولم يبق أمامنا غير إقناع بقية الزملاء بذلك.
وعقدت لهذا الغرض جمعية عامة للفرع لم تجد بدا من تزكية قرار قيادته للاتحاد أصبح محمد خميستي الأمين العام لقسم مونبولييه، وكان عضوا باللجنة التنفيذية بباريس، وترأّس، بعدها أول مؤتمر للمنظمة الطلابية، الذي جمع النخبة الجامعية المؤهلة من أجل تحرير الوطن.
ثم انعقد مؤتمر الاتحاد العام للطلاب المسلمين الجزائريين، من 24 إلى 30 مارس 1956، بباريس، واختتم بمطالب الاستقلال، والإفراج عن كل المعتقلين وعقد مفاوضات مع جبهة التحرير الوطني. كما ساهم في تأسيس فريق كرة القدم لجبهة التحرير الوطني، وكان رئيس الوفد في رحلاته عبر كل القارات في سنة 1957، في المهرجان الدولي للشباب بموسكو.
غادر باريس نحو موسكو، مرورا بألمانيا وبلدان الشرق، في الوقت الذي أخذت القضية الجزائرية حجمها، وللمرة الأولى تواجد وفد جزائري في تظاهرة دولية، حينها تفاجأ الوطنيون الجزائريون، عندما تم منع أعضاء وفدهم من رفع العلم الوطني، حينها صرّح محمد خميستي وجود العلم الوطني لا نقاش فيه. نحن هنا من أجله. ليستقيم كل من خروتشوف وبولجانين في ملعب لينين بموسكو لتحية العلم الجزائري.
ساهم محمد خميستي في ترقية التضامن العالمي لصالح المقاومة. وترأّس الوفد، الذي تلقى ترحيبا حارا خلال تنقله في الصين وفيتنام، إذ استقبل من قِبل شو أون لاي، الوزير الأول للجمهورية الشعبية الصينية، والقائد الفيتنامي العظيم هو شي مين.
وعند عودته إلى فرنسا أوقف في 12 نوفمبر 1957 بمونبولييه، وتم تحويله إلى سجن الحراش حيث سجن أخوه مكي. في السجن خطّ كتابا عن حياته وظروف اعتقاله، وهي المخطوطة التي لم يظهر لها أثر. وفي السجن، أيضا، وحوّل من جديد إلى سجن فرنسي، ليطلق سراحه عام 1960. غير أنه بقي مهدّدا، فذهب، سرّا، إلى سويسرا، متنكرا في صفة كاهن. وبمجرد وصوله كلّفته قيادة الثورة التحريرية بمهمات مختلفة، وبحماية شبكات جمع الأموال في أوروبا لصالح الجزائر.

## نضاله في سجن الحراش
وتشهد المصادر الفرنسية ذاتها بأن فرع مونبوليي حقق رقما قياسيا في التحاق عناصره بجيش التحرير الوطني، هذه العناصر التي سجلت أسماءها بأحرف من ذهب في مختلف الولايات تقريبا: عثامنة في الأولى والتومي في الثانية، ولإلئام في الثالثة وعروة في الرابعة.. والأزرق في الخامسة وهلم جرا..
واصل خميستي بعد الإضراب مهامه النضالية، انطلاقا من الأمانة العامة للاتحاد الذي كان على صلة مستمرة بقيادة اتحادية فرنسا، علما أن الدكتور أحمد طالب، أول رئيس للاتحاد، كان قد التحق بقيادة الاتحادية.. غير أن هذا النشاط النضالي الحثيث توقف فجأة في 11 نوفمبر 1957، إثر اعتقال الأمين العام للاتحاد شهرا تقريبا قبل انعقاد المؤتمر الثالث في أواخر ديسمبر الموالي.
سجن خميستي أولا بـ«لا صنتي» في باريس، لكنه نقل إثر ذلك إلى الجزائر، حيث استقر به المقام بالحراش.
لم يجد الطالب السجين صعوبة في التكيّف مع محيطه الجديد، بعد أن وجد روادا استطاعوا أن يرتبوا شؤون حياة السجناء داخله. وكان على رأس هؤلاء يومئذ رابح بيطاط القائد الأول للمنطقة الرابعة التي تضم عاصمة البلاد، وعندما نقل هذا الأخير إلى فرنسا سنة 1958 خلفه خميستي عن جدارة واستحقاق، رغم تحفظ جماعة السعدي ياسف، كما تفيد بعض الشهادات!
وما لبث الطالب المسؤول أن نقل بدوره إلى فرنسا عبر سجن مرسيليا.. ليستفيد بعد حين من الإفراج المؤقت.. وقد تمكن في نهاية المطاف من مغادرة فرنسا، والالتحاق بلوزان حيث قضى فترة علاج واستجمام قبل أن يستأنف دراسته، ويطعمها بمتابعة دروس في الاقتصاد السياسي استعدادا لمهام البناء الوطني، بعد أن أصبح استقلال الجزائر على الأبواب.
وغداة وقف القتال، دخل محمد خميستي في ركاب الهيئة التنفيذية المؤقتة - التي اشتهرت «بحكومة بومرداس» - أولا ضمن طاقم بلعيد عبد السلام مسؤول الشؤون الاقتصادية في هذه الهيئة، ثم كمدير ديوان لرئيسها الموثق السياسي عبد الرحمان فارس. ومن هذا الموقع ما لبث أن أصبح حلقة هامة في مناصرة أحمد بن بلة، وكسب المؤيدين له.. لاسيما أن رياح السلطة كانت تهب لصالحه وحليفه القوي هواري بومدين قائد الأركان العامة لجيش التحرير.

## وزير الخارجية
بعد وقف إطلاق النار في 12 مارس 1962، عيّن لتسيير مجلس الوزراء في السلطة التنفيذية المؤقتة ببومرداس، والتي ترأّسها عبد الرحمان فارس، وبعد تشكيل أول حكومة جزائرية، في 27 سبتمبر 1962، اقترح عليه منصب وزير الخارجية.التي أعلن عنها في 26 سبتمبر 1962.وبهذه الصفة رافق الرئيس بن بلة إلى نيويورك في أكتوبر الموالي، لتقديم ترشيح الجزائر المستقلة لعضوية هيئة الأمم المتحدة.. وقاد إثر عودته الجولات الأولى من المفاوضات مع الفرنسيين حول وضع اتفاقيات إيفيان موضع التنفيذ.. وقد بدأت بالجزائر وتواصلت بباريس.
وفي 11 مارس 1963 عقد أول مؤتمر صحفي لطرح تصور وزارته لسياسة الجزائر الخارجية، مع توضيح بعض المفاهيم مثل الوحدة العربية وعدم الانحياز..
وفي نهاية نفس الشهر رافقا هواري بومدين، نائب رئيس الحكومة ووزير الدفاع، في جولة لمصر وبعض أقطار المشرق العربي..
وأثناء غيابه ناقشت لجنة المالية في المجلس التأسيسي ميزانية وزارته، ولاحظ عبد الرحمان فارس عضو اللجنة بالمناسبة، أن أحمد قايد رئيس لجنة الشؤون الخارجية تهجّم على خميستي عدة مرات بدون مبرر واضح.. لما عاد أخبره بما حدث ونبّهه في نفس الوقت.. لكن الوزير الشاب طمأنه قائلا: لا تشغل نفسك! فأنا أعرف كيف أواجهة إذا اقتضى الأمر.

## مقتله
كان ذلك صبيحة 11 أبريل 1963 وحسب فارس، أن خميستي عاد مرهقا من الزيارة المشرقية، حيث بذل مجهودا كبيرا لذلك كان قد قرر أنه الوقت المناسب من أجل الاستفادة من عطلة يعيد فيها كل حساباته ويقرر بعدها ما الذي سيفعله في المستقبل حيث كانت له نية الاستقالة والسفر هو وعائلته، لأخذ قسط من الراحة.
وعند خروجه من مقر المجلس الوطني، على الساعة الواحدة زوالا، بعد نهاية مناقشة ميزانية عام 1963، كان قاتله يترصده. ثُمَّ تَمَّ جرفه من على شرفة مبنى قصر زيغود يوسف. كان ذاهبا إلى زوجته التي كانت في السيارة. نقل إلى المستشفى وهو في حالة حرجة، توفي في 4 ماي 1963. وجرت مراسيم الدفن في مقبرة لالة مغنية في المدينة، التي ولد فيها، وشهدت جنازته حضور عشرات الآلاف من المواطنين، والعديد من الوفود الأجنبية.

## القاتل مشنوق
أما بالنسبة للقاتل، فبعد اعتقاله، وجد مشنوقا في زنزانته يوم 20 جوان 1965، أي بعد يوم واحد من الانقلاب على نظام أحمد بن بلة. وما زالت تعارض ما تعتبره كذب الدولة. ابنتها التي أنجبتها من زوجها الأول، مع العقيد لطفي، والذي قُتل، أيضا، في ظروف غامضة، ترفض، من جهتها، الظروف المصرّح بها حول وفاة أبيها ومحمد خميستي. وتؤكد أن الشعب الجزائري يحتاج إلى أكثـر من النسخة الرسمية لكتابة تاريخ نزيه ومنطقي للوطن. وتقول العائلة إنه حفاظا، في قلوبنا، على مشوار هذا الرجل العفيف المتواضع والممتن لعمله، تطلب عائلته من كل من عرفه أو شاركه في مهنته، أو تقاسم معه المشوار، ليكون لهم وقفة من أجل تشريف ذاكرة من الدفاع على الجزائر الحرة. إذا كان الرجال عرضة للنسيان، فالتاريخ لا ينسى.

## عائلة خميستي تبحث عن الحقيقة
خرجت أرملته السيدة مشيش فاطمة في 29 مارس 2011، وأتت بحقائق وصفتها الصحافة بأنها مدهشة حول أحداث هذه الجريمة، التي تبقى إلى يومنا هذا يكتنفها الغموض خصوصا بعد ذكر قضية محمد خميستي في عدة مذكرات وبحقائق متناقضة وهذا ما جعل اغتياله محيرا بالنسبة لشريحة كبيرة من الرأي العام الجزائري.
انتخبت السيدة مشيش برلمانية في أول مجلس جزائري. عادت 50 سنة فيما بعد، لهذا الجزء المظلم من حياتها في الجزائر بعد استقلالها. هذه الجريمة ما زالت عالقة، فتحت طورا جديدا لقتل سياسيين جزائريين.
بالنسبة للبرلمانية السابقة، كانت متيقنة بأن محمد خميستي قُتل لأسباب سياسية، وقد صرّح زوجها، بضعة أيام قبل وفاته، بأن لديه النية في الانسحاب من الحكومة، لعدم اتفاقه مع نظام أحمد بن بلة، بسبب سوء التفاهم بين الرجلين حول اختيار الاتجاهات الإيديولوجية الكبرى من قِبل الجزائر، والتي رفضها الوزير بقوة. قُتل رميا بالرصاص أمام مقر المجلس الوطني يوم 11 أفريل 1963.

## شهادة صديقه مسعود جناس
يقول البروفيسور جناس: لقد تنبأت أن الجزائر ستنحرف نحو المغامرة. كنت قد أخبرت صديقي خميستي، بعد وقف إطلاق النار، حين تلقيت مكالمة منه وكنت وقتها في مكناس. لقد كان رفيقي بكلية الطب بمونبلييه، وكان يحترمني ويقدّرني كثيرا. من جهتي، كنت أشعر بالمودة، وحتى بالإعجاب والفخر بوزيرنا للشؤون الخارجية. كان يرمز بالنسبة لي، إلى الشباب الجزائري المتحمس في القتال واحتلال الطليعة للاستمرار في النضال من أجل القضايا العادلة. قلت له: هذا ما يمكن أن يحدث غدا. نحن نشهد حاليا تحالفا بين بن بلة، بومدين وفرحات عباس. الأول ذو هيبة ودون دعم، والثاني له الدعم، ولكن دون سمعة. أما بالنسبة لعباس فيحظى بشهرة كبيرة في أوساط الشعب الجزائري، وهو الممثل الرئيسي للبرجوازية الفكرية، ولكن في رأيي، عباس لا يشترك في شيء مع بن بلة، وأمام بومدين، العنصر الأضعف في المجموعة لا مجال للحوار. بين هؤلاء المرشحين الثلاثة للسلطة في الحكومة المؤقتة للجمهورية الجزائرية ءزذا، ستظهر التناقضات وتزداد حدة. وسيتم القضاء على عباس أولا من قِبل بومدين وبن بلة، ثم واحدا تلو الآخر، حتى إتمام إغلاق الحلقة. وفي هذا السيناريو الخطير، فإن جبهة التحرير الوطني لم تعد إلا عقيدة دون اتساق. لوحة. وقلت في الختام، عد إلى سويسرا لإكمال دراستك. اترك السياسة إلى وقت لاحق. وهذه هي المكالمة التي أجريتها مع خميستي في الرباط، يوما بعد وقف إطلاق النار لكن صديقي محمد رفض أن ينسحب من المشهد السياسي ليس لأنه كان شغوفا بالمنصب أو لأن له طموح مادي هو رفض لأنه كان يحب الجزائر كان مغرما بوطنه أراد أن يشارك في جزائر الغد أراد أن يقدم للجزائر والجزائريين كل شيء ولكنه لم يستطع أن يحقق ما حلم به فسرقته منا الأيادي السافلة فخسارة محمد خميستي لم تكن خسارة لعائلته والقربين له فحسب خسارته كانت خسارة شعب بأكمله فالجزائر فقدت شابا مناضلا طموحا شغوفا بحب الوطن رجل كم يقال ولا كل الرجال مقتل خميستي أو كما أعتبره أن استشهاده كان بمثابة عنوان لجزائر بن بلة كان إثبات وشهادة صريحة تدل أن الجزائر ستدخل في مرحلة حرجة وخطيرة عنوانها للسياسة أحكام
وُلد جناس مسعود في 15 أكتوبر 1925 بالعوانة. ذهب إلى مونبلييه لدراسة الطب مع رفاقه عبد الرحمن بابا عامر وأحمد عروة، والتقى هناك بطلاب جزائريين آخرين، من بينهم محمد التومي لاليام، بن قولة، رجيمي، بوعياد، بوكرط، لزرق، خاطي وزهير يعقوبي، وازداد عدد أعضاء المجتمع الطلابي في مونبلييه في عام 1948 إلى أكثـر من 60. في عام1954، تاريخ إتمام دراسته والتخرج والالتحاق بمرحلة ما بعد التخرج في تخصص طب وجراحة العيون. بعد اندلاع ثورة نوفمبر 1954، قاد خلية جبهة التحرير الوطني في مونبلييه مع فرادي ومحمد خميستي (وزير الخارجية للجزائر المستقلة)، بعد إنشاء الاتحاد العام لطلبة المسلمين الجزائريين UGEMA بالجزائر من قِبل بلعيد عبد السلام، محمد الصديق بن يحيى، لمين خان وآيت شلال، وعلى هذا تم إنشاء الفرع الجهوي بمونبلييه، والذي عين على رأسه محمد خميستي.

## تصريحات نارية عن مقتله
صحيح أن التاريخ الجزائري مليء بالقضايا الغامضة التي تلفها علامات استفهام كثيرة ومن أشهر القضايا العالقة على صفحات التاريخ هو اغتيال كل من محمد خميستي والعقيد شعباني حيث أن القضيتين يشتركان في نقطة واحدة ألا وهي أصابع الاتهام الموجهة إلى كل من الرئيسين الراحلين أحمد بن بلة وهواري بومدين كما جاء في مذكرات الرئيس الراحل الشاذلي بن جديد وما زاد توجيه أصابع الاتهام إلى الرئيس أحمد بن بلة هو عدم صرامة نظامه في البحث ومعاقبة قاتل لمحمد خميستي الحقيقي كذاك الصدفة الغريبة التي حصلت حيث وجد كما ذكرنا سابقا القاتل مشنوق في زنزانته بعد يوم واحد فقط من الانقلاب على نظام بن بلة هذا ما جعل أصابع الاتهام تتجه نحو الرئيس الراحل هواري بومدين حيث ربط الكثيرون بين الانقلاب واكتشاف جثة المتهم الوحيد في قضية محمد خميستي فهناك من قال أن نظام هواري بومدين وأتباعه قاموا بالتخلص منه كي تدفن الحقيقة معه بالإضافة إلى كل هذا التصريحات النارية التي صرح بها شقيق العقيد شعباني حيث أنه أكد أن كل من هواري بومدين وأحمد بن بلة متورطان في قتل شقيقه ولمح بتورطهم في قتل أول وزير للخارجية لجزائر ما بعد الاستقلال محمد خميستي ويبقى هذا كلام على ورق قد يكون حقيقي وقد يكون مزيف يقوله أصحابه لكي يكون جزء من التاريخ ولو كان هذا قد يسيء إلى أناس مظلومين ولا علاقة لهم بتلك الجرائم.